# Morto Stalin, se ne fa un altro
Morto Stalin, se ne fa un altro (The Death of Stalin) è un film del 2017 diretto da Armando Iannucci.
Adattamento cinematografico del romanzo a fumetti La morte di Stalin di Fabien Nury e Thierry Robin, il film, in forma di commedia nera, racconta gli eventi che seguirono la morte di Iosif Stalin nel 1953.

## Trama
Il 28 febbraio 1953 Iosif Stalin, capo supremo dell'Unione Sovietica, mentre sta per avviare l'ennesima purga politica, crolla a terra stroncato da un'emorragia cerebrale. La sua morte avviene però solo due giorni più tardi, durante i quali la squadra ministeriale del comitato centrale del defunto dittatore si scontra per ottenere il potere supremo. Tra i protagonisti del teatrino di follia e disumanità che ne scaturisce, sono presenti i figli di Stalin, Vasilij e Svetlana, il generale Georgij Žukov, Nikita Chruščёv, Georgij Malenkov, Vjačeslav Molotov e Lavrentij Berija. Tutti i ministri e generali accorsi alla dacia del dittatore agonizzante infatti, sentiti, dopo lunghe consultazioni, i pochi dottori rimasti dopo l'epurazione dovuta al "complotto dei medici", vengono presi dal panico a causa dell'assenza di Stalin, ma - dopo una breve quanto ingannevole ripresa - il leader muore, lasciando nella disperazione la figlia Svetlana e nello sconcerto tutti gli altri.
Il crudele ministro degli affari interni e capo della polizia segreta MVD Berija ne approfitta per distruggere una scomodissima documentazione, che comprometterebbe, oltre a lui stesso, anche Molotov e diversi ministri della squadra di governo, e per stanziare nel presidio di Mosca gli uomini dell'MVD, relegando l'esercito nelle caserme. Il ministro inoltre dispone, con diversi pareri contrari iniziali, il congelamento degli arresti dei prigionieri politici e il rilascio degli internati nei Gulag. Berija gode dell'amicizia del fido Malenkov, vicesegretario generale di Stalin, ora nuovo segretario generale succeduto al dittatore, ma è apertamente osteggiato da Chruščëv e Kaganovič, desiderosi di spodestare un uomo ormai, per loro, troppo potente e pericoloso. A Chruščëv viene assegnato il compito di organizzare il funerale di Stalin. Allora Berija, per evitare il riversarsi in massa della popolazione verso la capitale per il funerale di Stalin, ordina l'immediata sospensione delle linee ferroviarie, ma Chruščëv ne ordina la rimessa in funzione. Nel tentativo di fermare i fanatici giunti da tutta l'Unione Sovietica, gli uomini dell'MVD di Berija uccidono 1.500 civili.
Nel frattempo giunge a Mosca il generale Žukov, per onorare il dittatore scomparso. Il celebre maresciallo dell'Armata Rossa, eroe di guerra, non tarda a chiedere conto a Berija e Malenkov della decisione di fare ritirare l'esercito dalla capitale e della sua sostituzione con l'MVD. Chruščëv quindi trova, grazie al generale, l'opportunità di fermare Berija, che di fatto, date le scarse qualità e la mancanza di personalità di Malenkov, aveva ormai raggiunto un potere quasi assoluto: un rischio che nessuno dei ministri era pronto a correre. Dopo pesanti pressioni infatti, convinti tutti i ministri a eccezione di Malenkov deciso a difendere Berija o a quantomeno a risparmiargli la vita, Chruščëv ordina l'arresto e il processo del pericoloso ministro. Dopo svariate pressioni su Malenkov, Chruščëv ne ottiene il consenso a far giustiziare Berija: il ministro, arrestato e processato sommariamente, viene condannato a morte e fucilato dagli uomini del generale Žukov.

## Produzione
I produttori francesi Yann Zenou e Laurent Zeitoun, dopo aver acquistato i diritti della graphic novel, contattarono il regista scozzese Armando Iannucci del quale apprezzavano lo stile sarcastico avendo visto In the Loop, sua opera precedente. Iannucci era impegnato nella regia di Veep - Vicepresidente incompetente, quindi si dichiarò interessato a dirigere l'adattamento cinematografico del fumetto di Nury e Robin, ma chiese ai produttori di posticipare l'inizio delle riprese di un anno.
La produzione del film cominciò il 20 giugno 2016 e terminò il 6 agosto dello stesso anno. 
Le riprese si svolsero in varie location, incluse Kiev, Ucraina (per gli esterni e interni delle scene nel palazzo della polizia segreta), e Gran Bretagna (Blythe House, Freemasons' Hall e Alexandra Palace a Londra, Mongewell Park a Oxford, e Hammersmith Town Hall di Londra.

## Distribuzione
Il film è stato presentato in anteprima l'8 settembre 2017 al Toronto International Film Festival, come film d'apertura della sezione "Platform".
La pellicola è stata distribuita nelle sale cinematografiche britanniche a partire dal 20 ottobre 2017, mentre in quelle italiane, dopo essere stato in concorso al 35° Torino Film Festival (novembre/dicembre 2017), dal 4 gennaio 2018, ma solo in alcune città, non toccando tutte le regioni.

### Divieti
In Russia, oltre che in Kazakistan, in Kirghizistan e in Moldavia, il film è stato bandito dalle sale cinematografiche; questo evento di censura è stato il primo (di questo genere) nella Russia post-sovietica.
Nikolai Starikov, capo del partito conservatore Grande Patria (Партия Великое Отечество), dichiarò che Morto Stalin, se ne fa un altro era "un atto ostile da parte della classe intellettuale britannica", parte di una "guerra di disinformazione atta a screditare la Russia". Nel settembre 2017, il presidente del consiglio pubblico del ministero della cultura riferì che le autorità russe stavano prendendo in considerazione la messa al bando del film, accusando la pellicola di essere, presumibilmente, parte di un "complotto occidentale per destabilizzare la Russia causando disordini nella società".
Il 23 gennaio 2018, due giorni dopo la data prevista di uscita del film in Russia, si tenne una proiezione privata riservata ai membri della Duma di Stato, a rappresentanti della società storica russa, a membri della Commissione del Ministero della cultura e a personalità varie dell'industria cinematografica. Due giorni dopo, il Ministero della cultura vietò la distribuzione del film. Tuttavia, svariati cinema proiettarono il film alla fine di gennaio, dichiarando in seguito che all'epoca dei fatti non avevano ancora ricevuto nessuna comunicazione ufficiale circa il divieto. Il governo intentò causa alle sale cinematografiche che avevano messo in programmazione la pellicola.
Secondo il risultato di un sondaggio condotto dal Centro di Ricerca dell'Opinione Pubblica Panrussa (VTSIOM), il 35% dei russi disapprovò la decisione di messa al bando del film, mentre il 30% era favorevole e il restante 35% si dichiarava neutrale. Il 58% dei cittadini russi si dichiararono pronti a recarsi al cinema per vedere il film se il divieto fosse stato revocato.
Un gruppo di avvocati del Ministero della cultura russo, inclusa la figlia del Maresciallo Žukov, Era Žukova, i registi Nikita Sergeevič Michalkov, Vladimir Bortko, e Aleksej Levykin, direttore del Museo Nazionale di Storia, firmarono una petizione indirizzata al ministro della cultura Vladimir Medinskij chiedendo la messa al bando del film, scrivendo: «Morto Stalin, se ne fa un altro è stato ideato per fomentare l'odio e l'inimicizia, violando la dignità del popolo Russo (Sovietico), promuovendo le discriminazioni etniche e sociali, che sono al centro della natura estremista della pellicola. Siamo certi che il film sia stato girato per distorcere il passato della nostra nazione cosicché il pensiero dell'Unione Sovietica degli anni cinquanta ingeneri solo terrore e disgusto nelle persone».
Gli autori della petizione dissero che il film infangava la memoria dei combattenti russi morti nella seconda guerra mondiale, e inoltre fecero notare alcune inesattezze storiche. Il film venne quindi vietato in Russia, Kazakistan e Kirghizistan. Armenia e Bielorussia furono gli unici due paesi membri dell'Unione economica eurasiatica a permettere la distribuzione del film. In Armenia, il film debuttò in due sale il 25 gennaio 2018; mentre in Bielorussia, venne messo in programmazione successivamente. In Kazakistan, la pellicola è stata mostrata solamente al Festival di Clique.

## Accoglienza
Nel sito web aggregatore di recensioni Rotten Tomatoes, il film ha un indice di gradimento del 96% basato su 228 recensioni da parte di critici professionisti, con un punteggio totale di 8.1 su 10. Su Metacritic, Morto Stalin, se ne fa un altro ha un punteggio di 88 su 100, basato su 42 recensioni, indicante un "consenso unanime".
Donald Clarke, scrivendo per The Irish Times, definì l'opera un film "che inizia in uno stato di panico mortale e continua in quel modo verso la sua conclusione inevitabilmente orribile". In The Guardian, Peter Bradshaw scrisse: "[...] la paura sale come un gas da un cadavere nella geniale satira horror di Armando Iannucci". Bradshaw proseguì dicendo che il film è "ottimamente recitato da un cast superbo".
Raphael Abraham del Financial Times, scrisse: "Mentre questa congrega di vampiri burocrati festeggia sui resti dello stalinismo, l'incessante oscurità della situazione a volte minaccia l'andamento da commedia del film. Ma uno sconcertante atto di umorismo e orrore è precisamente il gioco di Iannucci, e solo lui riesce a giostrarlo con tanta abilità".

## Riconoscimenti
- 2017 – British Independent Film Awards
  - Miglior attore non protagonista a Simon Russell Beale
  - Miglior casting a Sarah Crowe
  - Miglior trucco e acconciature a Nicole Stafford
  - Miglior suono a Anna Bertmark
  - Candidatura per il miglior film indipendente britannico
  - Candidatura per il miglior regista a Armando Iannucci
  - Candidatura per la miglior attrice non protagonista a Andrea Riseborough
  - Candidatura per il miglior attore non protagonista a Steve Buscemi
  - Candidatura per la miglior sceneggiatura a Armando Iannucci, David Schneider e Ian Martin
  - Candidatura per i migliori costumi a Suzie Harman
  - Candidatura per il miglior montaggio a Peter Lambert
  - Candidatura per le migliori musiche a Christopher Willis
  - Candidatura per la miglior scenografia a Cristina Casali
  - Candidatura per i migliori effetti a Ronald Grauer e Bernard Newton
- 2017 – Torino Film Festival[19]
  - Premio Fipresci
  - Premio Achille Valdata (miglior film)
  - Premio Scuola Holden (miglior sceneggiatura)
- 2017 – Toronto International Film Festival
  - Candidatura per il Platform Prize a Armando Iannucci
- 2018 – British Academy Film Awards[20]
  - Candidatura per il miglior film britannico
  - Candidatura per la migliore sceneggiatura non originale a Armando Iannucci, Ian Martin e David Schneider
- 2018 – European Film Awards
  - Miglior commedia
- 2018 – National Board of Review[21]
  - Migliori dieci film indipendenti

## Accuratezza storica
Alcuni accademici hanno dibattuto sull'accuratezza storica di Morto Stalin, se ne fa un altro. Lo storico Richard Overy scrisse in un articolo su The Guardian che il film "è infarcito di errori, che possono essere visti come una sorta di licenza poetica cinematografica". Molotov non era il Ministro degli Esteri quando Stalin morì, perché era stato allontanato da tale incarico nel 1949, sebbene lo ridivenne in seguito dopo la morte del dittatore. Il Maresciallo Žukov (non Feldmaresciallo) era al comando di un'armata locale all'epoca della morte di Stalin, esiliato in provincia, e non era il comandante in capo dell'Armata Rossa nel marzo 1953.
Fu Nikita Chruščëv a presiedere la riunione di partito del comitato centrale per la riorganizzazione del governo, non Malenkov. Berija venne arrestato tre mesi dopo la morte di Stalin, non il giorno dopo il funerale, e la causa della sua rovina furono i disordini in Germania Est, non un massacro di civili a Mosca (mai avvenuto). In aggiunta, all'epoca dei fatti egli non era a capo della polizia segreta, carica che aveva abbandonato alla fine del 1945. Non ci fu nessuna strage di 1500 civili da parte degli uomini della MVD durante i funerali di Stalin: l'episodio narrato nel film si ispira alle centinaia di persone rimaste schiacciate nella calca nelle strade di Mosca a causa della disorganizzazione nella circolazione della folla giunta nella capitale per dare l'estremo saluto al leader scomparso.
La scena del concerto alla radio di Mosca è basata su una storia apocrifa narrata da Solomon Volkov nel suo libro Testimonianza: le memorie di Dmitrij Ŝostakovič. Tuttavia, come disse Volkov, era stata Marija Veniaminovna Judina a essere svegliata nel mezzo della notte per essere condotta in studio a registrare, e l'incisione fece commuovere Stalin fino alle lacrime, tanto che pagò 20.000 rubli alla donna per il disco. La storia in questione servì come canovaccio di base per lo sceneggiato radiofonico della BBC The Stalin Sonata del 1989, scritto da David Zane Mairowitz.
Samuel Goff, docente dell'Università di Cambridge, pur ammettendo che le inesattezze storiche presenti nella pellicola potessero essere giustificate dalle esigenze drammatiche, trovò che l'aver reso Berija una sorta di "avatar delle oscenità dello stalinismo" abbia fatto perdere all'opera la possibilità di spiegare i reali meccanismi del potere. Goff crede che l'approccio di Iannucci alla satira non sia applicabile a qualcosa come lo Stalinismo, e che il film sia "fondamentalmente mal equipaggiato per individuare il lato comico dello stalinismo, e manchi il bersaglio come opera satirica". Lo storico Jean-Jacques Marie, esperto di Unione Sovietica, osservò invece come, secondo lui, il film rappresenti bene "l'atmosfera che regnava ai vertici tra Stalin e i suoi collaboratori del Politburo, un misto di paura, terrore e odio reciproco" e giudicò del tutto giustificato il tono cinico della pellicola, perché "ciò che accade si trasforma da tragedia a farsa".
In risposta alle accuse di inesattezza storica, il regista Armando Iannucci disse: «Non sto dicendo che si tratta di un documentario. Si tratta di finzione, ma è una finzione narrativa ispirata a fatti reali. Il mio obiettivo è che il pubblico senta il tipo di ansia di basso livello che le persone avevano quando iniziarono a parlare di come erano le loro vite quotidiane all'epoca dei fatti narrati nel film».